# グロースアルメローデ
グロースアルメローデ (ドイツ語: Großalmerode) は、ドイツ連邦共和国ヘッセン州ヴェラ＝マイスナー郡に属する市である。

## 地理

### 位置
グロースアルメローデはカッセルの東、マイスナー＝カウフンガー・ヴァルト自然公園内のゲルスター川沿いに位置しており、ヒルシュベルク、シュタインベルク、ビルシュタイン、ランゲンベルク、クヴェーレンベルク、ホーアー・マイスナーといった山並みに囲まれている。

### 隣接する市町村
- ヴィッツェンハウゼン
- ヘッシシュ・リヒテナウ
- ヘルザ
- バート・ゾーデン＝アレンドルフ
- ベルカタール

### 自治体の構成
かつて独立した自治体であったヴァイセンバッハ、トルーベンハウゼン、ユングステローデ、ロンメローデ、ラウデンバッハ、エプテローデがグロースアルメローデの市区となっている。さらにブランスローデ、ファウルバッハ、グート・ギーセンハーゲンも本市に含まれる。

## 歴史

### 最初の記録
1386年に、Almerodde pobir Roddemannsrode が文献に記録されている。これが、この街に関する最も古い記録である。1516年からカウフンゲンの森の東部に Kleinalmerode という名の別の入植地が記録されている。これに伴って、Großalmerode という記載が一般的になった。小集落 Gut Niedergut も Niederalmerode として記録されている。

### レンガ工、陶工、ガラス工の村
この村の成立は、この地域で産出した良質の粘土によっている。グロースアルメローデとエプテローデから出土品には 1200年頃のるつぼが含まれており、おそらく12世紀にはこの村で陶器作りが行われていたことを裏付けている。ガラス溶融用陶製るつぼの発掘は、技術用陶器の製造をも間接的に示すものであるが、1503年からこれが行われていたことを証明されている。レンガ造りは1600年頃に初めて記録されている。これ以前、特に15世紀半ばから16世紀初め、カウフンゲンの森（ヒルシュベルク、シュヴァルツェンベルク、ランゲンベルク、シュタインベルク、クヴェーレンベルク）、ファーレンバッハ川沿いやニーステ川の谷のヴァルトグラスヒュッテで製造されたガラス製品は1446年以降アムト・カッセル＝ノイシュタットに属す村の重要な収入源であった。1525年、ガラス工のツンフト”シュペッサルトブント"が廃止された後、ガラス工は1537年にヘッセンガラス工連盟を発足させ、その本部所在地に「アルマンローデ」が選ばれた。
木材不足や、他のガラス生産地での新技術開発により、北ヘッセンのガラス生産は16世紀末には衰退し、別の道を模索することになった。その結果、いくつかのバリエーションを持つ現在の粘土層が発見された。この粘土は高品質に分類された。
- 焼き物用粘土 ― 陶器、炻器、磁器用。この粘土からは日用容器（鍋、鉢、深皿、皿、深鍋、ポットなど）や、薬壺のような特殊容器が製造された。
- 壺用粘土 ― 壺、オーブンの耐火性内張用。
- るつぼ用粘土 ― るつぼ用。
- パイプ用粘土 ― 喫煙パイプ、人形玩具、おはじき、飾り玉

中程度の品質の粘土は、土管、屋根瓦、レンガに使われた。この粘土はミネラル塩、アルカリ液、ウルトラマリン染料、炭酸ナトリウムを生産するための原料としても用いられた。この他の採算性の高い移出品としては明礬や褐炭があった。ヒルシュベルクでの礬土の採取は1573年に始まり、その後すぐ近くで、後に露天掘りによる褐炭採掘が始まった。
最初の教会は、16世紀の初めに後期ゴシック様式で建設された。塔と内陣が現存している。現在の囲い壁にも最初の教会堂の資材が転用されている。司祭館は、1539年に記録されている。ヴィッケンローデとエプテローデは16世紀にグロースアルメローデの支部教会となった。

### 都市の発展
この集落は、ヘッセン＝カッセル方伯フリードリヒ2世によって1775年に「住民の努力の報酬として」年4回の市の開催とアムト・カッセル＝ノイシュタットからの独立したポジションの特権を伴う都市権を授けられた。1807年にこの街は世俗上、カウフンゲン小郡の所属となったが、この体制は1817年に終焉し、その後1821年まで固有のアムトを形成していた。このアムトはリュッケローデ代官領といくつかの村を包含していた。1821年からはヴィッツェンハウゼン郡、1974年からはヴェラ＝マイスナー郡に所属したが、裁判所所在地であり続けた。陶磁器生産地としての時代は1926年に終わった。粘土の産出は19世紀前半にはすでに途絶えており、褐炭採掘も2002年に終了した。グロースアルメローデ地区とトルーベンハウゼン地区およびヴァイセンバッハ地区は現在、州で有名な保養地である。粘土は現在もわずかな量ながら採掘されており、耐火性セラミック製のニッチ製品に加工され、エプテローデ地区ではチャコの製造もなされている。

## 宗教

### 新生運動
1892年から1893年に牧師のカール・ホルツアプフェルの下、カッセルおよびグロースアルメローデから拡大した新生運動は、1907年にキリスト教福音主義改革運動の宗教的恍惚と異言を伴う集会につながった。この熱狂的宗教運動を否定する動きが、ペンテコステ運動を含む福音主義改革運動に対する批判（ベルリン宣言）へと繋がっている。

### キリスト教学生連盟
1895年にグロースアルメローデで、エドゥアルト・グラーフ・ピュックラーの指導下でキリスト教学生連盟 (CSV) が結成された。

## 行政

### 議会
グロースアルメローデの市議会は、31議席からなる。

### 市長
グロースアルメローデの市長は、2018年からフィン・トムゼン（無所属）が勤めている。彼は2017年9月24日の市長選挙で 73.0 % の票を獲得して新たな市長に選出された。

### 紋章
紋章には、3つのるつぼと、その傍らに粘土製の飾り玉「Üllern」が描かれている。

### 姉妹都市
- ロイストン（イギリス、ハートフォードシャー）1974年

## 文化と見所

### 観光
グロースアルメローデは、ハーナウからグロースアルメローデを経由してブレーメンに至るドイツ・メルヘン街道沿いに位置している。

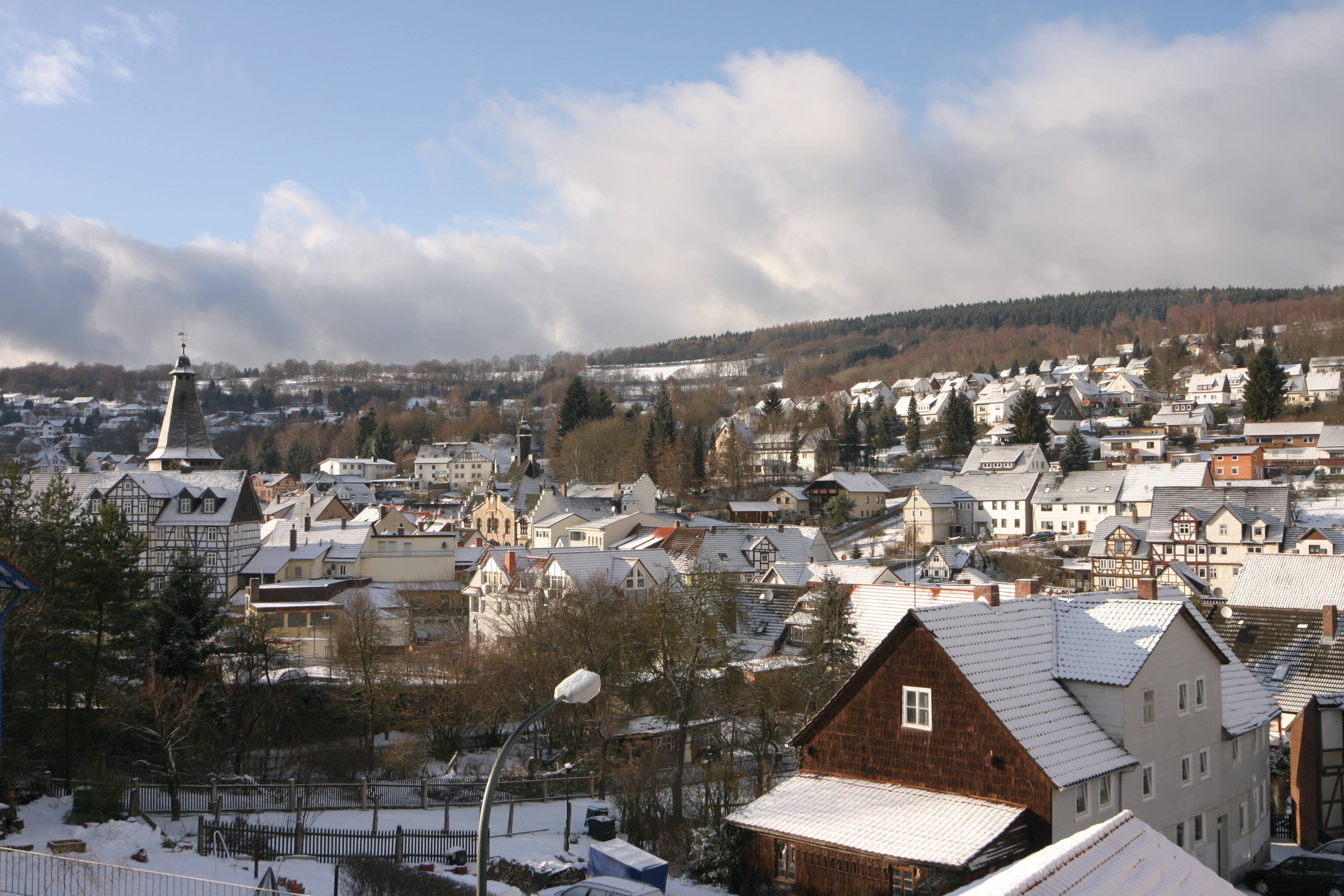
グロースアルメローデの景観

### 建造物
- プロテスタントの教区教会は、建築様式上、ネオバロック、ネオゴシックおよびそれ以後の様式の混合様式である。長堂は1913年/1916年に、後期ゴシック様式の教会塔と内陣に接続して建設された。聖具室上部の天井ヴォールトにあった最も古い年号「1497」は、1775年頃に教会を取り囲む壁に塗り込められた。石製の説教壇の年号は「1514」である。1570年頃と、1872年にはまだ、支部教会としてエプテローデとヴィッケンローデの教会があったが、1925年以降はエプテローデの教会だけが支部教会のままである。
- ガラスとセラミックの博物館は、4階建ての印象的な木組み建築である（クライナー・キルヒライン3番地）。
- 市創立記念碑がある旧グローサー・カイザー・ホテル（グローサー・キルヒライン8番地）。
- ベルリナー通りの記念保護建造物に指定された木組み建造物群が創り出す景観。
- ビルシュタインのビルシュタイン塔はハイキングの目的地の展望塔として利用されている。

- エプテローデの教会
- ヴァイセンバッハの旧教会跡
- トルーベンハウゼン地区の木組み建築
- ビルシュタイン塔

### スポーツ
グロースアルメローデは、スポーツの点では、カウフンゲンの森を横断する全長 58 km のマウンテンバイク・コースで知られている。毎年このコースでは「ビルシュタイン・バイク・マラソン」が開催されている。シュヴァルツェンベルクには、4面のテニスコートを有する TCグロースアルメローデのテニス場がある。
さらに トゥツンゲマインデ 1863 グロースアルメローデ e.V. や FC グロースアルメローデ 1920 が活動している。中核市区とエプテローデの間には「メンナーシュピールプラッツ」があり、多彩な種目のスポーツが楽しまれている。

## 経済と社会資本

### 交通
中核市区を連邦道 B451号線が通っており、ヘルザ近郊を連邦道 B7号線と、ヴィッツェンハウゼン付近で連邦道 B27号線と合流する。かつては、グロースアルメローデ東駅からアイヒェンベルク行きの、グロースアルメローデ西駅からヴァルブルク行きの鉄道路線があったが、現在では廃止されている。

## 人物

### ゆかりの人物
- ヴィルヘルム・グリム（1786年 - 1859年）グリム兄弟の一人（弟）は、1800年4月13日にグロースアルメローデで堅信礼を受けた。

## 引用
1. ↑  Hessisches Statistisches Landesamt: Bevölkerung in Hessen am 31.12.2023 (Landkreise, kreisfreie Städte und Gemeinden, Einwohnerzahlen auf Grundlage des Zensus 2011)]
2. ↑  G. Brachman: Die Schmelztiegelmacher von Großalmerode. In: Zeitschrift des Vereins für Hessische Geschichte und Landeskunde. Bd. 72, Marburg 1961, p. 190.
3. ↑   Andreas König, Hans-Georg Stephan: Eine frühneuzeitliche Glashütte im Tal der Niste bei Großalmerode. In: Hessisches Landesamt für Denkmalpflege, Abt. für Vor- und Frühgeschichte (Hrsg.): Archäologische Denkmäler in Hessen. Heft 64, Wiesbaden 1987, p. 16.
4. ↑  H. Bernert: Kaufunger Wald und Glas. Beiträge zur Geschichte der Glasherstellung im Kaufunger Wald. In: Gemeindevorstand der Gemeinde Kaufungen (Hrsg.): 975 Jahre Kaufungen 1011–1986. Kaufungen 1985, pp. 131 - .
5. ↑  Karl Krück: Großalmerode. Vom Zunftort der Waldgläsner zur Stadt des Tons und der Kohle. In: Historische Gesellschaft des Werralandes (Hrsg.): Land an Werra und Meißner. Ein Heimatbuch. W. Bing, Korbach 1983, pp. 277–283
6. ↑  Gustav Wollenhaupt: Über Salz und Salzauswieger in Großalmerode von 1846–1867. In: Das Werraland. Heft 1, Eschwege 1977, pp. 11–12, 19–20.
7. ↑  Georg Landau: Geschichte der hessischen Alaunbergwerke und des Braunkohlebergbaues in Nordhessen. In: Zeitschrift des Vereins für Hessische Geschichte und Landeskunde. 6, Marburg 1854, pp. 184–215.
8. ↑  Fritz Hotzler: Aus der Geschichte des Kohlenabbaues am Meißner. In: Das Werraland. Heft 1, Eschwege 1988, pp. 25–27.
9. ↑  Hans Patze (Hrsg.): Hessen. In: Handbuch der historischen Stätten Deutschlands. Bd. 4, Alfred-Kröner-Verlag, Stuttgart 1993, ISBN 3-520-27403-5, pp. 183.
10. ↑  Achelis: Die Schwarmgeisterei in Kassel und Großalmerode im Juli 1907. In: Zeitschrift des Vereins für Hessische Geschichte und Landeskunde. 45, 1911, pp. 391 - .
11. ↑  Während der 6. Konferenf der christlichen Bibelkränzchen vom 8. – 11. August 1895: Heinz-Werner Kubitza: Geschichte der Evangelischen Studentengemeinde Marburg : Band 1 von Marburger wissenschaftliche Beiträge in: Tectum Verlag DE, 1992, ISBN 3929019000, ISBN 9783929019001, p. 24. CSVを母体として、2年後にドイツ・キリスト教学生連盟 (DCSV) が組織された。
12. ↑  2011年市議会議員選挙結果
13. ↑  “Bürgermeisterwahl in Großalmerode, Stadt am 24.09.2017”. 2022年3月12日閲覧。